# パニシャー・キルズ・マーベルユニバース
パニシャー・キルズ・マーベルユニバース(Punisher Kills the Marvel Universe)は、1995年にマーベル・コミックから刊行されたアメリカン･コミックス。ライターはガース・エニス(Garth Ennis)、アーティストはダグ・ブレイスウェイト(Doug Braithwaite)、インカーはMichael L. Halblieb。
パニッシャー（フランク・キャッスル）がマーベルユニバースの全てのスーパーヒーロー（とスーパーヴィラン）を殺害する物語。

## ストーリー
元アメリカ海兵隊員フランク・キャッスルはニューヨーク市警SWAT隊員。彼の妻子は、アベンジャーズとX-メンが寄生生命体ブルードと交わしたセントラル・パークの戦いに巻き込まれて死亡した。デアデビル、サイクロップス、キャプテン・アメリカが周囲への注意を怠ったためであった。
嘆き悲しむキャッスルに対して、最終的にサイクロップスが謝罪しようとするまで、ヒーローのうち誰ひとりとして過ちを認めようとしなかった。その態度に激怒したキャッスルは、ヒーローたちに発砲し、サイクロップス、ホークアイ、シャドウキャット（キティ・プライド）を射殺する。その後、ウルヴァリンとの戦闘で負傷し、コロッサスの介入によって生き残った。
怪我から回復した後、キャッスルは三重殺人の罪に問われ裁判にかけられた。彼の弁護を担当したのはマット・マードック（＝デアデビル）で、マードックはキャッスルを少年時代にギャングから自分を助けてくれた男だと知っていた（2人はそれぞれの正体を知らない）。マードックによる懸命の弁護にもかかわらず、キャッスルは終身刑を宣告される。
刑務所への護送車が停車すると、キャッスルはケッセリング(Kesselring)という富豪の大邸宅にいた。ケッセリングはキャッスルを彼の仲間、ヒーローとヴィランの戦いに巻き込まれて傷付いた人々に紹介する。彼らは、キャッスルが地球上のすべての超人を殺すためなら、彼が必要とするあらゆる援助を提供することを約束する。復讐を渇望するキャッスルはその申し出に同意し、パニッシャーとなった。
元空軍兵士のマイクロチップ（Microchip、ライナス・リーバーマン）の助けを得たパニッシャーは、仕事に取り掛かった。
彼はまずスパイダーマンとヴェノムを下水道に閉じ込め、彼らが戦っている隙に両者を殺害した。ハルクは大暴れの後に殺されたが、彼の別自我であるブルース・バナー博士は逃走に成功する。しかしパニッシャーは既に追跡発信機を打ち込んでいた。
パニッシャーは何度も捕らえられ投獄されるが、毎回ケッセリングによって脱獄する。マードックが彼の元を訪れ、虐殺をやめるように懇願する。
パニッシャーはドクター・ドゥームを殺し、X-メンをはじめとする複数のミュータントチームを月面におびき寄せてドゥームから奪った核ミサイルで一掃する。ファンタスティック・フォーとアベンジャーズも皆殺しにされる。ウルヴァリンとキャプテン・アメリカは1対1の決闘の末、殺される。さらにゴーストライダー、ブラックパンサー、ニック・フューリーなど、マーベルユニバースのほぼすべてのヒーローを根絶する。
続く戦いに飽いたパニッシャーは、全員殺し終えたら二度と連絡するなとケッセリングに告げる。しかしケッセリングは、新しいヒーローやヴィランは次々に現れる。彼らは殺されなければならない。だからパニッシャーによる十字軍が終わることは決して無いのだ、と言う。ケッセリングが銃を突きつけたことで、パニッシャーは彼を射殺する。
パニッシャーはケッセルリングの仲間に向かって、復讐そのものが彼らの人生を苦しく悲惨なものにしている、今後自分に連絡しようとすれば殺す、と告げる。そしてパニッシャーは最後に残ったヒーロー、デアデビルを殺すために去る。
デアデビルとの戦いの後、屋根から落ちて負傷したパニッシャーにデアデビルは、苦痛に満ちた人生を続ける必要はないと告げ、復讐をやめるように懇願する。その声を聞かず、パニッシャーはデアデビルの胸を突き刺し致命傷を与える。デアデビルは死ぬ前にマスクを外し、マスクの下から現れたマット・マードックの顔を見たパニッシャーは大きなショックを受ける。
マットは「マスクの下には必ず人間の顔がある」と言い残して息絶える。パニッシャーは自分が、自分の手で根絶することを誓ったまさにその存在になっていたことに気づき、最後のヒーローとなった彼自身を殺した。